# ميلدريد ديفيس
ميلدريد هيلاري ديفيس (بالإنجليزية: Mildred Davis)‏ (22 فبراير 1901 - 18 أغسطس 1969) ممثلة أمريكية ظهرت في العديد من الأفلام الكوميدية الصامتة الكلاسيكية لهارولد لويد الذي أصبح زوجها في النهاية .

## روابط خارجية
- ميلدريد ديفيس على موقع IMDb (الإنجليزية)
- ميلدريد ديفيس على موقع ألو سيني (الفرنسية)
- ميلدريد ديفيس على موقع أول موفي (الإنجليزية)
- ميلدريد ديفيس على موقع قاعدة بيانات الأفلام السويدية (السويدية)
- ميلدريد ديفيس على موقع إن إن دي بي (الإنجليزية)
- ميلدريد ديفيس على موقع قاعدة بيانات الفيلم (الإنجليزية)
- ميلدريد ديفيس على موقع كينوبويسك (الروسية)